# Liste des collèges et lycées de Toulouse
Ceci est une liste des collèges et lycées de Toulouse, en France. La commune compte 25 collèges publics et 12 collèges privés, ainsi que 12 lycées publics et 13 lycées privés.

## Collèges

### Collèges publics
| Nom                               | Type    | Adresse                                              | Année de création | Notes | Image |
| --------------------------------- | ------- | ---------------------------------------------------- | ----------------- | --- | ----- |
| Collège Alphonse-de-Lamartine     | Collège | 11 rue Marie-Magné 16 quater allées Charles-de-Fitte | 1873              | École de filles de Saint-Cyprien (1873-?) CES Lamartine (?-1979)                                                         |       |
| Collège Anatole-France            | Collège | 4 avenue de Lespinet                                 | 1960              | CEG Maurice-Fonvieille - annexe (1960-1964) CES Maurice-Fonvieille - annexe (1964-1973) CES Anatole-France (1973-1979)   |       |
| Collège Bellevue                  | Collège | 5 chemin de Pouvourville                             | -                 | - |       |
| Collège des Chalets               | Collège | 71 rue des Chalets                                   | 1954              | Lycée Raymond-Naves - annexe (1954-1964) CES Raymond-Naves (1964-1972) CES Les Chalets (1972-1979)                       |       |
| Collège Claude-Nougaro            | Collège | 10 rue du Caillou-Gris                               | -                 | Collège Frédéric-Estèbe (?-2005) REP                                                                                     |       |
| Collège Clémence-Isaure           | Collège | 35 allées Charles-de-Fitte                           | 1961              | - |       |
| Collège Émile-Zola                | Collège | 17 rue Jean-Pierre-Blanchard                         | -                 | - |       |
| Collège George-Sand               | Collège | 355 route de Saint-Simon                             | 1965              | CES La Cépière (1965-1979) Collège La Cépière (1979-2000) REP+                                                           |       |
| Collège Henri-de-Toulouse-Lautrec | Collège | 48 impasse Barthe                                    | 1972              | - |       |
| Collège Hubertine-Auclert         | Collège | 12 rue Georges-Ohnet                                 | 1967              | CES Croix-Daurade (1967-1979) Collège Croix-Daurade (1979-2013)                                                          |       |
| Collège Jean-Moulin               | Collège | 7 avenue des Écoles-Jules-Julien                     | -                 | - |       |
| Collège Jean-Pierre-Vernant       | Collège | 4 avenue de Lasbordes                                | 1972              | CES du Château de l'Hers (1972-1979)                                                                                     |       |
| Collège Jeanne-et-Jean-Philippe   | Collège | 7 rue Micheline-Ostermeyer                           | 2022              | Collège de Saint-Simon (2022-2024)                                                                                       |       |
| Collège Jolimont                  | Collège | 4 chemin Cassaing                                    | -                 | - |       |
| Collège Jules-Michelet            | Collège | 6 boulevard Jules-Michelet                           | 1883              | EPS Michelet (1883-1942) Collège moderne Michelet (1942-1963) CES Michelet (1963-1979)                                   |       |
| Collège de Malepère / Montaudran  | Collège | Route de Labège / chemin des Carmes                  | 2025              | en construction |       |
| Collège Marcelin-Berthelot        | Collège | 18 rue François-Longaud                              | 1909              | EPS Berthelot (1909-1942) Collège technique et moderne Berthelot (1942-1957) Lycée (1957-1965) CES Berthelot (1963-1979) |       |
| Collège Marengo                   | Collège | 25 rue Frédéric-Petit                                | -                 | - |       |
| Collège Maurice-Bécanne           | Collège | 14 rue Pierre-Bourthoumieux                          | -                 | REP |       |
| Collège Nicolas-Vauquelin         | Collège | 161 rue Nicolas-Louis-Vauquelin                      | 1969              | CES Vauquelin (1963-1979) REP                                                                                            |       |
| Collège de Paléficat              | Collège | Boulevard Florence-Arthaud / chemin Virebent         | 2024              | - |       |
| Collège Pierre-de-Fermat          | Collège | 1 rue Léon-Gambetta 1-3 rue Joseph-Lakanal           | 1804              | - |       |
| Collège des Ponts-Jumeaux         | Collège | 11 rue des Sports                                    | -                 | - |       |
| Collège Rosa-Parks                | Collège | 44 chemin du Séminaire                               | 1970              | CES de Lalande (1970-1979) Collège de Lalande (1979-2014) REP+                                                           |       |
| Collège Sabine-Weiss              | Collège | 6 avenue du Général-de-Monsabert                     | 2022              | Collège de Guilhermy (2022-2024)                                                                                         |       |
| Collège Stendhal                  | Collège | 59 rue Paul-Lambert                                  | 1973              | REP+ |       |

### Collèges privés
- Collège Le Caousou
- Collège Ohr-Torah
- Collège Montalembert (anciennement Montalembert – Notre-Dame)
- Collège La Prairie
- Collège Émilie-de-Rodat
- Collège Saint-Joseph
- Collège Saint-Louis
- Collège Saint-Nicolas
- Collège Saint-Thomas-d’Aquin
- Collège Sainte-Famille-des-Minimes
- Collège Sainte-Marie-de-Nevers
- Collège Sainte-Marie-des-Ursulines

## Lycées

### Lycées publics
| Nom                                                  | Type                                               | Adresse                                                                                   | Année de création | Notes | Image |
| ---------------------------------------------------- | -------------------------------------------------- | ----------------------------------------------------------------------------------------- | ----------------- | --- | ----- |
| Lycée des Arènes                                     | Lycée général et technologique                     | 4 place Émile-Mâle Rue du Onze-Novembre-1918                                              | 1992              | - |       |
| Lycée Bellevue                                       | Lycée général et technologique Lycée professionnel | 135 route de Narbonne 1 avenue du Professeur-Joseph-Ducuing                               | 1952              | Domaine du lycée de garçons (1895-1952)                                                                    |       |
| Lycée Déodat-de-Séverac                              | Lycée général et technologique Lycée professionnel | 26 boulevard Déodat-de-Séverac 39 rue Bénezet                                             | 1965              | - |       |
| Lycée Gabriel-Péri (d)                               | Lycée professionnel                                | 30 rue Gabriel-Péri 10 rue Guillaume-de-Mondran 25 rue Guillaume-de-Mondran               | -                 | - |       |
| Lycée Georges-Guynemer (d)                           | Lycée professionnel                                | 43 rue Léo-Lagrange 17 allée Édouard-Branly                                               | 1959              | - |       |
| Lycée Gisèle-Halimi (d)                              | Lycée professionnel                                | 85 avenue Jean-Baylet                                                                     | 1969              | Cité scolaire Rive gauche                                                                                  |       |
| Lycée Hélène-Boucher (d)                             | Lycée professionnel                                | 1 rue Lucien-Lafforgue                                                                    | 1954              | - |       |
| Lycée Henri-de-Toulouse-Lautrec (d)                  | Lycée général et technologique                     | 64 boulevard Pierre-et-Marie-Curie 157 rue de Négreneys                                   | 1962              | Lycée Nord (1962-1978)                                                                                     |       |
| Lycée Joseph-Gallieni (d)                            | Lycée technologique Lycée professionnel            | 79 route d'Espagne 22 impasse Camille-Langlade                                            | 1952              | - |       |
| Lycée Joséphine-Baker (d)                            | Lycée général et technologique                     | 85 avenue Jean-Baylet                                                                     | 1969              | Cité scolaire Rive gauche                                                                                  |       |
| Lycée Marcelin-Berthelot (d)                         | Lycée général et technologique                     | 14 rue François-Longaud                                                                   | 1957              | - |       |
| Lycée de l'hôtellerie et du tourisme d'Occitanie (d) | Lycée technologique Lycée professionnel            | 1 rue de l'Abbé-Jules-Lemire 15 avenue Raymond-Badiou                                     | -                 | - |       |
| Lycée Pierre-de-Fermat                               | Lycée général                                      | 3 allée Maurice-Prin 3 rue Malbec 4 rue Alexis-Larrey                                     | 1804              | Lycée impérial (1804-1815) Collège royal (1815-1848) Lycée national (1848-1852) Lycée impérial (1852-1870) |       |
| Lycée Raymond-Naves (d)                              | Lycée général et technologique Lycée professionnel | 139 route d'Albi 9 impasse du Cimetière-de-Croix-Daurade                                  | 1960              | Domaine du lycée de filles (1895-1960)                                                                     |       |
| Lycée Renée-Bonnet (d)                               | Lycée professionnel                                | 1 allée du Lieutenant-Lucien-Lafay                                                        | 1972              | - |       |
| Lycée Roland-Garros (d)                              | Lycée professionnel                                | 32 rue Mathaly                                                                            | -                 | - |       |
| Lycée Saint-Sernin                                   | Lycée général                                      | 3 place Saint-Sernin 10-12 rue de la Chaîne 8 rue Gramat Rue Adolphe-Félix-Gatien-Arnoult | 1884              | - |       |
| Lycée Stéphane-Hessel                                | Lycée général et technologique Lycée professionnel | 44 chemin Cassaing 29 rue Dinetard                                                        | 1978              | - |       |
| Lycée Théodore-Ozenne                                | Lycée général et technologique                     | 9 rue Jean-Baptiste-Merly                                                                 | 1949              | Lycée Clauzel (1949-1950) Lycée Raymond-Naves (1950-1962)                                                  |       |
| Lycée Urbain-Vitry                                   | Lycée professionnel                                | 150 route de Launaguet                                                                    | 1955              | Lycée Bayard (1955-2014)                                                                                   |       |

### Lycées privés
- Lycée Airbus
- Lycée Le Caousou
- Lycée Dynaméca
- Lycée Émilie-de-Rodat
- Lycée ISSEC Pigier
- Lycée Les Maristes
- Lycée Myriam
- Lycée Ohr-Hatorah
- Lycée Les Potiers
- Lycée Saint-Joseph - La Salle
- Lycée Sainte-Marie-des-Champs
- Lycée Sainte-Marie-de-Nevers
- Lycée Sainte-Marie-Saint-Sernin
- Lycée Skhole d'Art